# Buckminsterfullerén
A buckminsterfullerén a fullerének egy fajtája, melynek képlete C60. A gömb alakú molekulát 60 darab szénatom alkotja, melyek futball-labdához hasonló elrendezésben helyezkednek el. 1985-ös felfedezésük a nanoszerkezetek kutatásának fontos mérföldköve, első észlelői, Harold Kroto, Robert Curl és Richard Smalley 1996-ban kémiai Nobel-díjban részesültek ezen eredményért.
A buckminsterfullerén a leggyakoribb fullerénmolekula, kis mennyiségben a kormozó lángok égéstermékében is megtalálható.

## Neve
A buckminsterfullerén Buckminster Fuller feltaláló, formatervező nevéből ered. A felfedezői Fuller geodéziai dómja, illetve a C60-as fullerén felépítése közötti kapcsolat miatt döntöttek úgy, hogy róla nevezik el a molekulát.

## Fizikai jellemzői

### Felépítése
A buckminsterfullerén futball-labdához hasonló alakú molekula: a szénatomok egy gömb felületén helyezkednek el, mindegyik szénatom három másikkal áll kovalens kötésben, így öt- és hatszögek által határolt csonkolt ikozaédert feszítenek ki. A csonkolt ikozaédernek 60 csúcsa és 32 oldala van, oldalai közül 20 hatszögű és 12 ötszögű. A szénatomok ennek a csúcsain helyezkednek el.
|              | Csúcs felől | Egy 5–6-típusú él felől | Egy 6–6-típusú él felől | Hatszögű lap felől | Ötszögű lap felől |
| ------------ | ----------- | ----------------------- | ----------------------- | ------------------ | ----------------- |
| Vetületi kép |             |                         |                         |                    |                   |

A fullerének közül igen stabilak azok, melyek sokszögű alakjában az ötszögeket csak hatszög veszi körül, mely a buckminsterfullerén jellemzője is. Ha másodrendű kötést létesít, gömb alakja nem nagyon torzul, illetve viszonylag stabilan csapdázhatók be a molekula üreges belsejében különféle részecskék.

## Fordítás
Ez a szócikk részben vagy egészben  a   Buckminsterfullerene című angol Wikipédia-szócikk ezen változatának fordításán alapul.  Az eredeti cikk szerkesztőit annak laptörténete sorolja fel. Ez a jelzés csupán a megfogalmazás eredetét és a szerzői jogokat jelzi, nem szolgál a cikkben szereplő információk forrásmegjelöléseként.